# Jachsu
Jachsu (rusky Яхсу), na horním toku Mučnakion (rusky Мучнакион) je řeka v Tádžikistánu (Horní Badachšán). Je 160 km dlouhá. Povodí má rozlohu 2710 km².

## Průběh toku
Pramení v horském hřbetu Chazratišoch. Ústí zleva do Kyzylsu (povodí Pjandže).

## Vodní režim
Zdrojem vody jsou převážně sněhové srážky. Vysokých vodních stavů dosahuje od března do května, kdy kulminuje. Průměrný průtok vody ve vzdálenosti 16 km od ústí činí 29,2 m³/s. Od prosince do února řeka částečně zamrzá.

## Využití
Využívá se na zavlažování.